# 久保翔子
久保 翔子（くぼ しょうこ、2006年1月12日 - ）は、日本将棋連盟所属の女流棋士。女流棋士番号は82。大阪府大阪市出身。久保利明九段門下。

## 棋歴

### 女流棋士になるまで
父はタイトル7期の実績を持つ将棋棋士の久保利明。4歳の頃に、父に「（将棋を）やってみたい」と訴えたことがきっかけで、父に教わりながら将棋を始めた。厳しさに耐えかねて一度は将棋から離れたが、小学5年生のときに妹に同伴する形で出場した大会で1勝を挙げたことで改めて将棋の楽しさに触れ、再開した。
2019年、第11回中学生女子将棋名人戦で全国3位。2021年、第14回女子アマ王位戦で全国5位。
2022年9月11日、棋士や女流棋士の養成機関である研修会で直近の成績が12勝4敗となり、B2への昇級が決まり、女流棋士の資格を得た。その後、女流棋士資格申請書が提出され。2022年10月1日付で関西本部所属の女流棋士（女流2級）となった。
女流棋士としての公式戦デビューは2022年12月21日・第50期女流名人戦予選1回戦・梅津美琴戦。終盤で鋭い手を指して白星を挙げ、後日に棋士仲間からも父を経由してその手を褒められたという。

## 棋風
- 父と同じ振り飛車党で、得意戦型は角交換型四間飛車[1][2]。
- 父には「『そこまで受けるのか』というところまで受ける棋風」と評されている[6]。

## 人物
- 趣味は音楽鑑賞[1]、父によるとNiziUのファンであるという[6]。
- 同門の集まり（研究会等）の場では、父を「師匠[3]」もしくは「久保さん[2]」と呼ぶように父から指導を受けているという。
- 同門の榊菜吟が自身に先立ち2022年5月に女流棋士となっていたため[2]、翔子は久保門下の女流棋士第2号である。

## 昇段・昇級履歴
- 2022年10月01日 - 女流2級[1]
- 2024年07月08日 - 女流1級（女流順位戦C級入り、女流通算16勝15敗）[7][8]

## 主な成績

### 女流棋戦別成績
| 女流タイトル戦          |                                                                                   |
| - 白玲戦・女流順位戦    | - 0第5期 C級20位 ／ 過去最高順位：D級31位（6勝2敗、第4期、#在籍クラス参照）       |
| - 清麗戦                | - 0第7期 予選敗退（0勝・再挑戦0勝） ／ 過去最高：予選2勝（0勝・再挑戦2勝、第6期） |
| - マイナビ女子オープン0 | - 第18期 予選敗退（0勝、予備予選2勝） ／ 過去最高：予選（0勝、第18期）            |
| - 女流王座戦            | - 第15期 一次予選敗退（0勝） ／ 過去最高：二次予選（0勝、第14期）                 |
| - 女流名人戦            | - 第52期 予選敗退（1勝） ／ 過去最高：予選（1勝、第50期・第52期）                 |
| - 女流王位戦            | - 第36期 予選敗退（1勝） ／ 過去最高：予選（1勝、第35期・第36期）                 |
| - 女流王将戦            | - 第47期 予選敗退（0勝） ／ 過去最高：予選（1勝、第46期）                         |
| - 倉敷藤花戦            | - 第33期 2回戦敗退（0勝） ／ 過去最高：2回戦（0勝、第33期）                       |

| 女流一般棋戦              |                                               |
| - YAMADA女流チャレンジ杯0 | - 過去最高：2回戦敗退（1勝、第8回、棋戦終了） |

### 在籍クラス
| 2024 | 4 |  |  |  |     | D31 | 6-2 |
| 2025 | 5 |  |  |  | C20 |     |     |
| 女流順位戦の 枠表記 は挑戦者。右欄の数字は勝-敗(番勝負/PO含まず)。 順位戦の右数字はクラス内順位 ( x当期降級点 / *累積降級点 / +降級点消去 ) |   |  |  |  |     |     |     |

### 年度別成績
| 年度         | 対局数 | 勝数 | 負数 | 勝率   | (出典) | 女流通算成績 | 女流通算成績 | 女流通算成績 | 女流通算成績 | 女流通算成績 |
| ------------ | ------ | ---- | ---- | ------ | ------ | ------------ | ------------ | ------------ | ------------ | ------------ |
| 2022年度     | 4      | 1    | 3    | 0.2500 | [ 9 ]  | 対局数       | 勝数         | 負数         | 勝率         | (出典)       |
| 2023年度     | 18     | 8    | 10   | 0.4444 | [ 10 ] | 22           | 9            | 13           | 0.4090       | [ 11 ]       |
| 2024年度     | 22     | 12   | 10   | 0.5454 | [ 12 ] | 44           | 21           | 23           | 0.4772       | [ 13 ]       |
| 通算         | 44     | 21   | 23   | 0.4772 | [ 13 ] |              |              |              |              |              |
| 2024年度まで |        |      |      |        |        |              |              |              |              |              |